# Рональд Араухо
Рональд Федеріко Араухо да Сільва (ісп. Ronald Federico Araújo da Silva; нар. 7 березня 1999, Ривера, Уругвай) — уругвайський футболіст, захисник іспанського клубу «Барселона» та збірної Уругваю.

## Клубна кар'єра
Араухо — вихованець клубу «Рентістас». 24 вересня 2016 року в матчі проти «Такуарембо» він дебютував в уругвайської Сегунді. 9 грудня в поєдинку проти «Сентраль Еспаньйол» Рональд забив свій перший гол за «Рентістас». Влітку 2017 року Араухо перейшов в «Бостон Рівер». Сума трансферу склала 400 тис. євро. 18 вересня в матчі проти «Ель Танку Сіслей» він дебютував в уругвайської Примері.
Влітку 2018 року Араухо перейшов в дубль іспанської «Барселони». Сума трансферу склала 1,7 млн євро.
28 жовтня в матчі проти дублерів «Еспаньйола» він дебютував в Сегунді B.
6 жовтня 2019 року він дебютував в складі першої команди каталонців.

## Кар'єра в збірній
16 листопада 2023 року забив свій дебютний гол за збірну Уругваю в матчі відбіркового турніру до чемпіонату світу 2026 року проти збірної Аргентини.

## Досягнення
«Барселона»
- Чемпіон Іспанії: 2022-23, 2024-25
- Володар Кубка Іспанії: 2020-21, 2024-25
- Володар Суперкубка Іспанії: 2022, 2024

Збірна Уругваю
- Срібний призер Південноамериканських ігор: 2018
- Бронзовий призер Кубка Америки: 2024[4]